# 厚身擬鱥
厚身擬鱥（学名：Pseudophoxinus crassus）是輻鰭魚綱鯉形目雅羅魚科擬鱥屬的其中一個種，被IUCN列為瀕危保育類動物，該物種僅分布於亞洲土耳其中部Tuz Golu支流、Aksaray與Nigde河 ，棲息在溪流底層水域，體長可達19.8公分，因棲地破壞造成族群數量減少。